# Шамшады
Шамшады — род в составе башкир-канглинцев.

## Упоминание в архивных документах
В архивных документах есть упоминания Шамшадинской волости в составе Казанской дороги:
- В документе «Сведения о башкирских волостях, собранные в 1725—1726 гг. кунгурским бургомистром Юхневым» — описывается Шашкадинская волость (количество дворов — 650, число душ «мужского пола, которые могут воевать» — 1950).
- В документе «Реестр и описание башкирских волостей, составленные около 1730 г. со слов камерира Ф. Жилина и уфимцев С. Третьякова и И. Гавренева» — Шемшединская волость по реке Евбазы.
- В документе «Роспись разделения башкир Уфимского уезда по волостям, или родам в 1735 г., составленная статским советником И. Кирилловым» — Шемшединская волость.
- В документе «Сведения о башкирах, собранные в 1739 г. по приказу князя Урусова» — Шемшадинская волость (количество дворов — 228, число душ — 670).
- В документе «Историко-административные сведения о башкирском народе, составленные по приказанию графа П. И. Панина» — Шемшадинская волость (количество дворов — 133)[1].

## Территория расселения
Род шамшады расселялся по нижнему течению реки Белой, в районе города Бирска. Известны поселения этого рода Шаде Большие и Шаде Малые вдоль реки Бирь.